# Félix María del Monte
Félix María del Monte (* 19. November 1819 in Santo Domingo; † 23. April 1899 ebenda) war ein dominikanischer Rechtsanwalt, Journalist und Lyriker.
Del Monte engagierte sich zeit seines Lebens für die Unabhängigkeit der Dominikanischen Republik. Er gehörte der Geheimorganisation La Trinitaria an und verfasste 1844 den Text zur Hymne der ersten Republik, die von Juan Bautista Alfonseca vertont wurde. 1845 erhielt er als erster Dominikaner vom Obersten Gerichtshof den Titel eines Rechtsanwaltes.
Im Exil auf Saint Thomas schrieb er 1855 El arpa del proscrito und nach der erneuten spanischen Annexion der Dominikanischen Republik 1861 das Sonett A mi patria. In der Zeit der Zweiten Republik war er Kongressabgeordneter und Vorsitzender des Ausschusses für auswärtige Angelegenheiten und Justiz, unterrichtete Jura und Literatur und gründete die Zeitschriften El Dominocano und El Porvenir. Er verfasste mehrere Dramen, die am Teatro La República aufgeführt wurden.

## Werke
- Las vírgenes de Galindo o La invasión de los haitianos sobre la parte española de la Isla de Santo Domingo, 9 de febrero de 1822, 1885
- Antonio Duvergé o Las víctimas del 14 de abril, 1894
- El mendigo de la catedral de Lyon, 1894
- Ozama, o la virgen indígena, 1894
- El artista Antonio Brito, 1894
- El último abencerraje, 1894
- El premio de los pichones
- Un vals de Strauss